# لانگر اویجن
لانگر اویجن (انگلیسی: Langer Eugen) ساختمان اداری ۳۰ طبقه مستقر در شهر بن، آلمان است، که پروژه ساخت آن در سال ۱۹۶۶ آغاز شد و در سال ۱۹۶۹ به بهره‌برداری رسید.